# IC 2477
IC 2477 је ознака објекта на координатама са ректансцензијом 9h 27m 59,5s и деклинацијом + 29° 42" 20'. Открио га је Стефан Жавел, 1. маја 1896. Каснијим посматрањима на том положају није уочен никакав астрономски објекат.